# Emelihter Kihleng
Emelihter Kihleng är en mikronesisk (och mer specifikt pohnpeisk) poet och akademiker. Hon är den första mikronesiska poet någonsin som har gett ut en diktsamling på engelska, den första pohnpeian att ge ut en diktsamling, och över huvud taget en av få publicerade mikronesiska poeter. 
Kihleng har en doktorsexamen från Victoria University of Wellington. hon har undervisat vid bland annat University of Guam och University of Hawaii, och blev 2019 kurator för de oceaniska samlingarna vid  Museum am Rothenbaum (MARKK) i Hamburg. Hon var den första kuratorn från Mikronesien och Stillahavsländerna i allmänhet att jobba på MARKK. 
2008 gav hon ut sin debutdiktsamling, som hyllades av flera poeter från Oceanien. Tillsammans med Dr. Evelyn Flores har hon även gett ut en antologi över mikronesisk litteratur, den första dylika antologin någonsin. Antologin innehåller bidrag från Palau, Nordmarianerna, Nauru, Kiribati, Marshallöarna och Mikronesiens federerade stater. 

## Tidiga år
Kihleng föddes i Guam, och där bor även hennes föräldrar. Hennes far heter Simion Kihleng och kommer från Pohnpei. Hennes mor heter Kimberlee Kihleng och kommer från USA. Hon växte upp i Guam, Honolulu och Pohnpei. Själv anser hon sig tillhöra den pohnpeianska kulturen, och hon pratar pohnpeianska. Hon studerade högre studier på Hawaii, och tillsammans med sin kusin var hon den enda pohnpeianen på University of Hawaii.

## Akademisk karriär
2003 fick hon en masterexamen i kreativt skrivande vid University of Hawaiʻi i Mānoa. Innan dess hade hon färdigställt en kandidatexamen i engelska från samma universitet. Efter masterexamen undervisade hon i engelska som andraspråk vid College of Micronesia i Pohnpei. Hon fick senare en doktorsexamen i stillahavsstudier från Victoria University of Wellington 2015. Hennes doktorsavhandling har titeln "Menginpehn Lien Pohnpei: a poetic ethnography of urohs (Pohnpeian skirts)". Avhandlingen är tvåspråkig, och utforskar pohnpeianska kvinnors konsthantverk genom historien och dess relation till urohs, som är en högt ansedd tygsort och sorts klädesplagg. Hon har även undervisat vid University of Guam och University of Hawaiʻi i Mānoa.
I sin forskning har Kihleng fokuserat på konsthantverk och skildringen av mikronesiskt kultur- och folkliv ur ett etnografiskt perspektiv. Hon har bland annat studerat den tyske etnografen Paul Hambruchs fotografier av porträtt på pohnpeianer. Hon har varit kurator för stillahavskultur vid National Museum of New Zealand. 2019 blev hon kurator vid Museum am Rothenbaum (MARKK) i Hamburg, där hon ansvarar för de oceaniska samlingarna, i synnerhet samlingarna från Mikronesiens federerade stater. Hon var den första kuratorn från Mikronesien och Stillahavsländerna att jobba vid MARKK. Hon har även varit kulturantropolog vid Pohnpei Historic Preservation Program.

## Författarkarriär
I maj 2008 publicerade hon sin första diktsamling, My Urohs. I sina verk använder hon sig av den pohnpeianska kulturen och traditionen, och växlar mellan engelska och pohnpeianska. Hon brukar dock även väva in samtida politiska händelser, som Aids-pandemin och Irakkriget. Hennes verk skildrar upplevelser och erfarenheter från stillahavsregionen i en global och postkolonial kontext. Den samoanska författaren Albert Wendt beskrev hennes poesi som "uppfriskande innovativ och övertygande, ett nytt sätt att se oss själva bland våra öar, ett viktigt och inflytelserikt tillskott till vår litteratur"; han syftade då på stillahavslitteratur. Den kiribatiska poeten Teresia Teaiwa beskrev hennes poesi som " etnografisk poesi", "fylld av Pohnpeis och Mikronesiens språk och bilder", "ett spännande nytt bidrag till Stillahavslitteraturen". En annan samoansk författare, Sia Figiel, beskrev hennes poesi som "störande och hemsökande, öm och upplysande", "vävd av de våldsamma trådarna i postkolonialismen, snörd med lappar av öhumor", "ett kraftfullt tillskott till Stillahavslitteraturen". Den amerikanska poeten Mark Nowak har också berömt hennes arbete. Enligt University of Hawaiʻi på Mānoa handlar "[hennes] arbete om pohnpeisk identitet och diaspora". Office of Insular Affairs, en gren av USA:s inrikesdepartement, beskriver henne som "en av de mest begåvade unga författarna i Stilla havet".
Kihleng förklarade att urohs är "den viktigaste klänningen för en pohnpeisk kvinna, en symbol för pohnpeiska kvinnor och den pohnpeiska kulturen. Jag valde att ge samlingen titeln My Urohs [...] eftersom [...] själva samlingens essens [är] färgglad, tragisk, vacker, koloniserad och inhemsk samtidigt".
Från 2008 bodde Kihleng i Guam, där hon enligt USA:s regering arbetade "vid University of Guams program för förebyggande av våld mot kvinnor". I februari 2009 tillkännagav Kihleng och Dr. Evelyn Flores, professor i engelska vid University of Guam, sin avsikt att publicera den antologin över mikronesisk litteratur någonsin. Vid tillkännagivandet bad de om bidrag från författare från Guam, Palau, Nordmarianerna, Nauru, Kiribati, Marshallöarna och Mikronesiens federerade stater. Kihleng noterade att även om Polynesien och Melanesien hade gjort en märkbar inverkan på Stillahavslitteraturen, tycktes Mikronesien fortfarande vara "osynlig".